# Noturus furiosus
Noturus furiosus је зракоперка из реда Siluriformes и фамилије Ictaluridae. 

## Угроженост
Подаци о распрострањености ове врсте су недовољни.

## Распрострањење
Сједињене Америчке Државе су једино познато природно станиште врсте.

## Станиште
Станиште врсте су слатководна подручја.